# Pere d'Amigant i Ferrer
Pere d'Amigant i de Ferrer (Manresa, 1645 - Pamplona, 1707) fou un jurista català del segle xvi, professor de dret civil a la Universitat de Barcelona. Tingué diverses responsabilitats dins de l'administració reial a Catalunya: a la Capitania General era assessor togat, també n'era del mestre racional, membre de la sala tercera del Consell Reial, jutge criminal del Reial Consell, jutge en matèria fiscal a l'Audiència, i fins i tot actuava de consultor del tribunal de la Inquisició. D'Amigant va actualitzar el llibre de Lluís de Peguera Praxis Civilis (que ja havia estat modificat per Acaci Antoni de Ripoll) el 1674, i el completà amb comentaris i formularis.

## Obres
- Decisiones et enucleationes criminales, seu praxis Regii Criminalis Concilii, Cathaloniae, curiarum inferiorum, necnon aliorum Tribunalium, Ecclesiasticorum, et Secularium; Barcelona; 1691 i 1697; 2 volums[1]
- De nobilitate concedenda mortuo et quod possit ad suos posteros transmitere[1]
- Institutiones ethicae et politicae[1]